# Dapsa nigripennis
Dapsa nigripennis là một loài bọ cánh cứng trong họ Endomychidae. Loài này được Reitter miêu tả khoa học năm 1879.